# Érik Vera
Érik Vera Franco (ur. 24 marca 1992 w mieście Meksyk) – meksykański piłkarz występujący na pozycji lewego obrońcy.

## Kariera klubowa
Vera pochodzi ze stołecznego miasta Meksyk i jest wychowankiem akademii juniorskiej tamtejszego klubu Pumas UNAM. Początkowo występował na pozycji lewego pomocnika. Do pierwszej drużyny został włączony jako osiemnastolatek przez szkoleniowca Guillermo Vázqueza i w meksykańskiej Primera División zadebiutował 30 stycznia 2011 w wygranym 3:2 spotkaniu z Monterrey. Już w swoim debiutanckim, wiosennym sezonie Clausura 2011 zdobył z Pumas mistrzostwo Meksyku, lecz pełnił wyłącznie rolę głębokiego rezerwowego (zanotował zaledwie dwa występy). Przez cały pobyt w zespole sporadycznie pojawiał się na boiskach, grając głównie w drugoligowych rezerwach – Pumas Morelos, wobec czego w styczniu 2015 został wypożyczony do drugoligowej ekipy Venados FC z siedzibą w Méridzie. Tam spędził rok bez poważniejszych osiągnięć drużynowych, lecz był to dla niego udany okres pod względem indywidualnym – został przekwalifikowany na pozycję lewego obrońcy, mając niepodważalne miejsce w pierwszej jedenastce.
Wiosna 2016 Vera udał się na wypożyczenie do kolejnego drugoligowca – Club Necaxa z miasta Aguascalientes. Już w pierwszym sezonie – Clausura 2016 – jako jeden z ważniejszych graczy triumfował w Ascenso MX, dzięki czemu awansował z ekipą do najwyższej klasy rozgrywkowej. Równolegle dotarł również z Necaxą do finału pucharu Meksyku – Copa MX.

## Kariera reprezentacyjna
W kwietniu 2009 Vera został powołany przez szkoleniowca José Luisa Gonzáleza Chinę do reprezentacji Meksyku U-17 na Mistrzostwa Ameryki Północnej U-17. Tam jako kluczowy gracz ekipy wystąpił we wszystkich trzech spotkaniach (w dwóch w wyjściowym składzie), zaś jego zespół, pełniący wówczas rolę gospodarzy, z kompletem zwycięstw ukończył turniej na pierwszym miejscu w grupie; faza pucharowa rozgrywek została odwołana ze względu na wybuch epidemii świńskiej grypy w Meksyku. Kilka miesięcy później znalazł się w składzie na Mistrzostwa Świata U-17 w Nigerii, gdzie również miał pewne miejsce w wyjściowym składzie i rozegrał wszystkie cztery mecze (z czego wszystkie w pierwszej jedenastce), natomiast Meksykanie odpadli wówczas z juniorskiego mundialu w 1/8 finału, ulegając po serii rzutów karnych Korei Płd (1:1, 3:5 k).

## Statystyki kariery
| UNAM    | 2010–2011 | Meksyk | Liga MX    | 2  | 0 | —  | — | —   | — | — | 2  | 0 |
| UNAM    | 2011–2012 | Meksyk | Liga MX    | 5  | 0 | —  | — | LMC | 4 | 0 | 9  | 0 |
| UNAM    | 2012–2013 | Meksyk | Liga MX    | 0  | 0 | 6  | 0 | —   | — | — | 6  | 0 |
| UNAM    | 2013–2014 | Meksyk | Liga MX    | 1  | 0 | 6  | 0 | —   | — | — | 7  | 0 |
| UNAM    | 2014–2015 | Meksyk | Liga MX    | 0  | 0 | 4  | 0 | —   | — | — | 4  | 0 |
| Venados | 2014–2015 | Meksyk | Ascenso MX | 15 | 0 | 5  | 0 | —   | — | — | 20 | 0 |
| Venados | 2015–2016 | Meksyk | Ascenso MX | 14 | 0 | 4  | 0 | —   | — | — | 18 | 0 |
| Necaxa  | 2015–2016 | Meksyk | Ascenso MX | 9  | 0 | 9  | 0 | —   | — | — | 18 | 0 |
| Necaxa  | 2016–2017 | Meksyk | Liga MX    | 0  | 0 | —  | — | —   | — | — | 0  | 0 |
| Ogółem  | Ogółem    | Ogółem | Ogółem     | 46 | 0 | 34 | 0 | LMC | 4 | 0 | 84 | 0 |

- LMC – Liga Mistrzów CONCACAF